# Juan de Vergara
Juan de Vergara (* 4. September 1492 in Toledo; † 22. Februar 1557 ebenda) war ein spanischer Humanist und Bibelphilologe.

## Leben und Werk
Juan de Vergara studierte ab 1509 in Alcalá.
1514 wurde Juan de Vergara als Mitarbeiter an der Complutenser Polyglotte, einer vielsprachigen Bibel, herangezogen. 1516 wurde er Domkapitular von Toledo und Sekretär von Francisco Jiménez de Cisneros und von dessen Nachfolger. 1520 unternahm er eine Reise nach Flandern und traf dort Erasmus von Rotterdam. Juan de Vergara versuchte bei den spanischen Gegnern von Erasmus wie bei Diego López de Zúñiga zu vermitteln. In den Inquisitionsprozessen gegen Juan de Valdés und Bernardino Tovar geriet Juan de Vergara selbst in Häresieverdacht. Er wurde deswegen zu einer milden Strafe verurteilt.